# Medina de Fez
La Medina de Fes el Bali (en árabe, فاس البالي), es la parte más vieja y amurallada de la ciudad de Fez, Marruecos. Fue fundada por el idrisida Idris II en el año 809. El término el Bali contrasta con el del área llamada Fes Jdid la cual fue construida por los benimerines en 1276.
Fes el Bali contiene algunos de los más hermosos edificios de Marruecos, entre ellos dos monumentos construidos en el siglo IX que son la Mezquita de los Andaluces y la Mezquita de El-Qaraouiyyîn. La inmensa medina (la más grande de la ciudad de Fez y de hecho la más grande del mundo) ha conservado sus estructuras medievales. Es considerada como la mayor zona peatonal del mundo. Fes el Bali fue clasificada como Patrimonio de la Humanidad en 1981.